# ららぽーと福岡
ららぽーと福岡（ららぽーとふくおか）は福岡県福岡市博多区那珂に所在する三井不動産商業マネジメントが経営するショッピングセンターである。

## 概要
2022年4月25日（月）に開業。日本国内17店舗目、九州初進出の「ららぽーと」となり、店舗数は、九州初出店57店を含む全222店になる。
2016年2月11日に閉鎖された福岡市中央卸売市場青果市場の跡地を、三井不動産・九州電力・西日本鉄道（西鉄）の3社が共同で設立した特別目的会社「博多那珂6開発特定目的会社」が取得し、事業を進める。

## 交通・アクセス

### 鉄道
- JR鹿児島本線 竹下駅　東口から徒歩約9分[注 1]及び直行バス4分

- 西鉄天神大牟田線 大橋駅　バス約10分 3番乗り場から直行もしくは5番に乗車[注 2]

### バス
- 博多バスターミナルもしくは博多駅前Cのりば 路線バス約20分[注 3]
- 福岡空港国際線2番乗り場 直行バス約17分
- 大橋駅まで直行で約１０分（平日）

#### 付近のバス停
- 「ららぽーと福岡」施設直結

- 「那珂五丁目」徒歩約1分

- 「弓田町」徒歩約3分

- 「高木一丁目」徒歩約6分